# Сидарвилл (аэропорт)
Аэропорт Сидарвилл (англ. Cedarville Airport), (FAA LID: O59) — государственный гражданский аэропорт, расположенный в 3,2 километрах к северу от города Сидарвилл, округ Модок (Калифорния), США
Аэропорт используется главным образом для обслуживания рейсов авиации общего назначения.

## Операционная деятельность
Аэропорт Сидарвилл занимает площадь в 31 гектар, расположен на высоте 429 метров над уровнем моря и эксплуатирует одну взлётно-посадочную полосу:
- 1/19 размерами 1346 х 15 метров с асфальтовым покрытием.